# Hemicloea sundevalli
Espèce
Hemicloea sundevalli est une espèce d'araignées aranéomorphes de la famille des Trochanteriidae.

## Distribution
Cette espèce se rencontre en Australie au Queensland et en Nouvelle-Galles du Sud et en Nouvelle-Zélande.

## Description
La femelle holotype mesure 10,5 mm.

## Étymologie
Cette espèce est nommée en l'honneur de Carl Jakob Sundevall.

## Publication originale
- Thorell, 1870 : Araneae nonnullae Novae Hollandie, descriptae. Öfversigt af Königlich Vetenskaps - Akademiens Förhandlingar, vol. 27, p. 367-389.